# Frère Benoît
Frère Benoît (né Henri Galdin le 23 avril 1896 à Courry et mort le 14 décembre 1968 à Avignon) est une personnalité religieuse lyonnaise, membre de l'Ordre des Frères mineurs de saint François.

## Biographie
Il étudie au séminaire franciscain de Monaco. Il est blessé durant la Première Guerre mondiale et doit subir l'amputation d'un pouce.
Il devient « frère convers » en 1921 dans l’Ordre des Franciscains sous le nom de Frère Marie-Benoît. En 1934, il est en poste aux Buers à Villeurbanne.
Au cours de la Seconde Guerre mondiale, il participe au secours de Juifs déportés. Pendant les bombardements, il aide les victimes, avec la Croix Rouge. Il alerte le Cardinal Pierre-Marie Gerlier du Massacre du fort de Côte-Lorette. Après-guerre, il participe à l'exhumation et au recensement de charniers de la région lyonnaise dont celui de La Doua.
En 1974, à titre exceptionnel, son corps est inhumé à la Nécropole nationale de la Doua,, (carré H, rang 1, tombe 16).

## Hommages
- Il existe un square Frère Benoît à Bron.
- Il existe une allée du Frère Benoît à La Mulatière.
- Allée du Frère Benoît à Villeurbanne qui longe la nécropole nationale[5].